# Балуховський Микола Пилипович
Микола Пилипович Балуховський (9 травня 1899, Вільховець — 6 січня 1977, Київ) — український радянський геолог-нафтовик, тектоніст. Доктор геолого-мінералогічних наук (1957), професор (1969). Лауреат Ленінської (1959) та Димитровської премій (1964). Першовідкривач низки газоконденсатних родовищ, зокрема Шебелинського, розробник методик дослідження нафтогазових провінцій, дослідник тектонічних епох.
Учасник Громадянської війни в Росії, брав участь у бойових діях на Закаспійському фронті та в Аральському морі. Майже 35 років — старший науковий співробітник Інституту геологічних наук АН УРСР (1944—1977), з яких 7 років — завідувач заснованого ним відділу глибинного геологічного картування. Автор понад 100 наукових робіт, учень академіка Івана Губкіна.

## Життєпис
Народився 9 травня 1899 року в селі Вільховець (теперішня Хмельниччина), в родині селянина, фельдфебеля російської армії. Дитинство та юність провів у місті Чарджуй, де служив батько, закінчив місцеву гімназію. У 1917 році вступив до Московського інституту інженерів шляхів сполучення, але через голод у Москві провчився тільки перший курс.
З 1918 року — на військовій службі в Червоній армії, матрос Амудар'їнської військової флотилії. Учасник Громадянської війни в Росії, брав участь у бойових діях на Закаспійському фронті та в Аральському морі.
Після демобілізації навчався на гірничому відділенні технічного факультету Туркестанського державного університету. На третьому курсі перевівся на нафтове відділення гірничорудного факультету Московської гірничої академії, яке закінчив у 1926 році, отримавши спеціальність гірничого інженера. Учень академіка Івана Губкіна, під керівництвом якого працював наступні 10 років.
Відтоді ж — промисловий інженер та завідувач нафторозвідки «Грознафти». З 1929 року — співорганізатор та технічний керівник вугільної розвідки міжрегіональної програми «Урало-Кузбас» (Західний Сибір, комбінати «Сибуголь», «Востокуголь» та «Кузбассуголь»). Протягом року (1932—1933) працював заступником головного інженера в тресті «Середазрозвідка». З 1934 року — заступник начальника та головний інженер Карагандинського геологічного бюро Головного геологічного управління Народного комісаріату важкої промисловості СРСР.
З 1937 року (з перервами) жив у Києві, у будинку № 37 по вулиці Артема. Майже рік обіймав посаду головного інженера Українського геологічного управління, після чого півроку — директора та головного інженера Дніпропетровського геологічного бюро. З 1939 року — старший інженер-геолог, диспетчер та керівник геологознімальних партій тресту «Укрнафторозвідка».
Під час німецько-радянської війни — начальник Курдюмо-Єлшанської геологознімальної партії (Надволжя), старший геолог з геознімання Нижньоволзького геологорозвідувального тресту (Саратов).
З 1944 року до кінця життя — старший науковий співробітник відділу загальної геології та палеонтології, відділів тектоніки та геоморфології і геології нафтових родовищ та газу Інституту геологічних наук АН УРСР (ІГН). Тоді ж здобув науковий ступінь кандидата геолого-мінералогічних наук, захистивши дисертацію на тему «Геологическое строение зоны Саратовских дислокаций».
З 1950 по 1952 роки викладав на геологічному факультеті Київського державного університету імені Тараса Шевченка. У 1955 році захистив дисертацію та через два роки здобув науковий ступінь доктора геолого-мінералогічних наук.
З 1959 по 1962 роки знаходився у відрядженні в Народній Республіці Болгарія, де працював радником-консультантом з нафтогазової розвідки Головного геологічного управління. Після повернення до Києва, наприкінці 1962 року заснував та у травні 1963 року очолив відділ глибинного геологічного картування ІГН.
У 1969 році затверджений у вченому званні професора. Через рік залишив посаду завідувача відділу та працював старшим науковим співробітником-консультантом. Помер на 78-му році життя 6 січня 1977 року. Похований на Байковому кладовищі (північна частина ділянки № 33).
Син — російський радянський науковець-літолог, палеогеограф, лауреат Державної премії Росії Олександр Балуховський (1932—2012).

## Наукова та організаторська діяльність

Могила Миколи Балуховського, Байкове кладовище

Автор понад 100 наукових робіт. Науковий керівник та педагог низки докторів та кандидатів наук, серед яких, зокрема, професор Михайло Толстой.
Під час роботи в «Грознафті» винайшов установку з дегідратації нафти. Працюючи в Караганді, відповідав за будівництво нових шахт. Під керівництвом Миколи Балуховського, Карагандинська вуглерозвідка посіла перше місце у виконанні плану. Один з першовідкривачів Курдюмо-Єлшанського газового родовища (Надволжя), яке забезпечило газом промисловість Саратова у воєнні роки. За це відкриття був відзначений низкою нагород.
В Україні, з 1946 по 1958 роки, працював над проблемою нафтогазоносності північно-західних околиць Донбасу, проводив геологічне та маршрутне знімання із застосуванням структурно-фаціального аналізу. За результатом таких досліджень у 1950 році став одним з першовідкривачів одного з найбільших газоконденсатних родовищ в Україні — Шебелинського.
В Болгарії також відкрив низку нафтових та газових родовищ, зокрема Долно-Дибнінське та Чиренське. Працював із головним геологом країни Йовче Йовчевим. Повернувшись до Києва, займався проблемою надглибокого буріння у Дніпровсько-Донецькій западині, завдяки чому у регіоні були відкриті нові нафтові та газові родовища. Розробив методики дослідження нафтогазових провінцій.
До 120-річчя від дня народження Миколи Балуховського його геологічний доробок був проаналізований редакцією «Геологічного журналу» у № 3 (368) за 2019 рік. Зокрема, часопис відзначає суттєвий внесок професора у тектоніку, точніше космотектоніку:
|  | М. П. Балуховський одним із перших в Україні висунув та активно розвивав «астрорезонансну» гіпотезу, згідно з якою земні геологічні цикли резонансно пов'язані з космічними циклами та породжені останніми. На противагу геоцентричній доктрині, яка виходить із того, що наша планета живе самостійним життям та ніякі зовнішні фактори на неї не впливають, вчений висунув принципово нову доктрину — космоцентричну. |

Однодумець наукових поглядів Володимира Бєлоусова, професор Балуховський також вважав, що кожний великий цикл розвитку Землі відповідає за своєю тривалістю галактичному року. На підставі вивчення циклічно-ритмічності геологічних процесів він побудував власну «періодичну систему геологічних подій».

## Науковий доробок (частковий)
- Перспективы Чурубай-Нуринского каменноугольного месторождения // Нар. хоз-во Казахстана. 1936. № 7–8
- Описание угольных месторождений Украины // Сб. Всесоюз. геол. ин-та. Ленинград, 1940
- Про прояви соляної тектоніки біля ст. Перещепине, Дніпропетровської обл. // Доп. АН УРСР. — 1948. — № 3. — С. 11–14.
- Задачи геологоразведочных работ на окраинах Донбасса // Труды научно-геологического совещания по нефти, озокериту и горючим газам УССР. — К.: Изд-во АН УССР, 1949. — С. 174—193.
- Про вік кам'яновугільних відкладів району Петрівського куполу // Геол. журн. — 1950. — Т. 10, вип. 1. — С. 104—108.
- Про роботу В. В. Бєлоусова «Загальна геотектоніка» // Геол. журн. — 1950. — Т. 10, вип. 4. — С. 78–81.
- Путеводитель экскурсии съезда по Каневу / Н. Ф. Балуховский ; Междунар. геол. конгресс. Карпато-Балкан. ассоц. СССР. 1958. — Киев: Акад. наук УССР, 1958. — 18 с., 1 л. карт. : карт.
- Геологічна структура і перспективи нафтогазоносності західних і північних окраїн Донбасу. Київ: Вид-во АН УРСР, 1959. 148 с
- Геология и полезные ископаемые Харьковского экономического района: [Сборник статей] / [Отв. ред. д-р геол.-минералогич. наук Н. Ф. Балуховский и Н. В. Логвиненко]. — Киев: Изд-во Акад. наук УССР, 1960. — 164 с., 2 л. схем. : ил., карт.
- Геологические циклы. Природа. 1963. № 2. С. 54-59.
- Геологические циклы / АН УССР. Ин-т геол. наук. — Киев: Наукова думка, 1966. — 168 с. : черт.
- Методические указания по первичной документации скважин глубокого бурения на нефть и газ / АН УССР. Ин-т геол. наук. М-во геологии и охраны недр УССР. — Киев: Наукова думка, 1967. — 28 с.
- Методика региональных исследований нефтегазоносных провинций / АН УССР. Ин-т геол. наук. — Киев: Наукова думка, 1967. — 156 с., 1 л. черт. : черт.
- Новые геологические методы в нефтегазразведке / АН УССР. Ин-т геол. наук. — Киев: Наук. думка, 1972. — 139 с., 2 л. схем. : черт., карт.

## Нагороди
- 1959 — Ленінська премія — «за відкриття Шебелинського газоконденсатного родовища»
- 1964 — Димитровська премія — «за відкриття Долно-Дибнінського нафтового та Чиренського газового родовищ»
- медаль «За доблесну працю у Великій Вітчизняній війні 1941—1945 рр.» — «за відкриття Курдюмо-Єлшанського газового родовища»
- значок «Відмінник соціалістичного змагання» — «за відкриття Курдюмо-Єлшанського газового родовища»[1]